# Llandaf (stacja kolejowa)
Llandaf (ang. Llandaf railway station) – stacja kolejowa w Cardiff, w Walii. Obsługuje obszar Cathays. 

## Połączenia
W ciągu dnia od poniedziałku do soboty pociągi kursują zazwyczaj z Cardiff Central do Pontypridd, a następnie do Aberdare, Treherbert lub Merthyr Tydfil (co pół godziny do każdej z trzech ostatnich stacji). Niektóre pociągi ze wschodu biegną dalej poza Cardiff do Barry Island (3 na godzinę) lub Bridgend przez Vale of Glamorgan Line (co godzinę). 

## Linie kolejowe
- Merthyr Line